# Новис (Тексас)
Новис (енгл. Novice) град је у америчкој савезној држави Тексас. По попису становништва из 2010. у њему је живело 139 становника.

## Демографија
Према попису становништва из 2010. у граду је живело 139 становника, што је 3 (2,1%) становника мање него 2000. године.
| Група             | 2000.       | 2010.       |
| Белци             | 132 (93,0%) | 131 (94,2%) |
| Афроамериканци    | 0 (0,0%)    | 0 (0,0%)    |
| Азијати           | 0 (0,0%)    | 0 (0,0%)    |
| Хиспаноамериканци | 8 (5,6%)    | 4 (2,9%)    |
| Укупно            | 142         | 139         |